# Semiarundinaria
Semiarundinaria is een geslacht van de tribus bamboe uit de grassenfamilie (Poaceae). De soorten van dit geslacht komen voor in Europa, gematigd Azië en Australazië.

## Soorten
Van het geslacht zijn de volgende zeven soorten bekend:
- Semiarundinaria fastuosa
- Semiarundinaria fortis
- Semiarundinaria kagamiana
- Semiarundinaria okuboi
- Semiarundinaria shapoensis
- Semiarundinaria sinica
- Semiarundinaria yashadake